# Forest-Grove-Nationalpark
Der 13,79 km² große Forest-Grove-Nationalpark (englisch: Forest Grove National Park) liegt 14 km östlich von Boranup im Südwesten von Western Australia. Es handelt sich um ein Waldgebiet mit Jarrah- und Marribäumen.
Erreichbar ist der Nationalpark über die Holland Road, die vom Bussell Highway abzweigt. Etwa 62 Kilometer östlich liegt der Wiltshire-Butler-Nationalpark.